# David Burljuk
David Davidovič Burljuk (21. července 1882, Lebedyn – 15. ledna 1967, Long Island) byl rusky píšící americký básník, malíř a ilustrátor narozený na Ukrajině. Někdy je nazýván "otcem ruského futurismu".

## Život
Jeho otec pocházel z kozácké rodiny, která měla významné postavení v Kozáckém hetmanátu, matka byla Běloruska. Jeho bratr Volodymyr Burljuk byl rovněž talentovaným malířem, zahynul ovšem na bojištích první světové války, ve 34 letech.
David v letech 1898 až 1904 studoval na uměleckých školách v Kazani a Oděse a také na Královské akademii v Mnichově. Pro jeho extrovertní charakter ho jeho mnichovský profesor Anton Ažbe nazval „nádherným divokým stepním koněm“. V roce 1907 navázal kontakt s ruským uměleckým světem. Spřátelil se zejména s Michailem Larionovem. V roce 1908 uspořádal výstavu se skupinou Zveno ("Odkaz") v Kyjevě, spolu s Vladimirem Baranovem-Rossinem, Olexandrem Bogomazovem, svým bratrem a Alexandrou Exterovou. Výstava byla tehdy propadákem. V roce 1909 namaloval první portrét své budoucí manželky Marusjy. Ta se později objevila na mnoha dalších jeho obrazech.
V roce 1910 bratři Burljakové založili na jejich panství poblíž Chersonu futuristickou literární skupinu Hylea (Гилея). Rychle se k nim připojili Vasilij Kamenskij a Velemir Chlebnikov. V roce 1911 se přidali Alexej Kručonych a Vladimir Majakovskij. Brzy poté se skupina přiklonila ke kubo-futurismu, převládající formě futurismu v Rusku. V prosinci 1912 byl spoluautorem a jedním z mnoha signatářů manifestu Facka do tváře veřejného vkusu (Пощёчина общественному вкусу), jednoho z hlavních manifestů ruského futurismu. Všichni členové skupiny rádi provokovali, chodili po veřejných prostranstvích ve směšných šatech a malovali si obličeje. Při recitaci jejich poezie často docházelo ke konfliktu s publikem. To bylo obvyklé zejména na recitačním turné, které Majakovskij, Kamenskij a Burljuk absolvovali v letech 1913–14. V roce 1913 byl vyloučen z Akademie umění, stejně jako Majakovskij. Aktivity skupiny pokračovaly i během první světové války.
Od roku 1910 byl Burljuk též členem avantgardní výtvarné skupiny Kárový kluk (Бубновый валет). V roce 1917 se zúčastnil výstavy této skupiny, po boku například Kazimira Maleviče. V roce 1911 se zúčastnil skupinové výstavy Der Blaue Reiter v Mnichově, přispěl také článkem do almanachu této skupiny.
V dramatickém období na konci války měl nejblíže k anarchistům. Diktatura bolševiků ho tedy nelákala, a tak se rozhodl uprchnout do Spojených států. Cesta to byla ovšem dlouhá a strastiplná, přes Sibiř, Japonsko a Kanadu. Do USA se dostal až v roce 1922. I v Americe poté udržoval kontakt s futuristy, co zůstali v Rusku. Jeho vztah k sovětskému režimu zůstal rozporuplný.
Začátky v Americe pro něj byly těžké, protože neuměl ani slovo anglicky. Podařilo se mu však spřátelit se s Katherine Sophie Dreierovou, která byla patronkou mnoha umělců a i jemu pomohla se prosadit na americké kulturní scéně.
V roce 1924 publikoval dva manifesty volající po utopickém umění, které by přesáhlo časoprostor a pomohlo lidstvu ve snaze o dokonalost. Obraz kolosální velikosti z tohoto období s názvem Advent of the Mechanical Man byl vystaven v roce 1926 na Mezinárodní výstavě moderního umění v Brooklynském muzeu. V New Yorku pak rozvíjel činnost v prosovětsky orientovaných skupinách. Napsal báseň k 10. výročí říjnové revoluce a snažil se zejména získat uznání jako „otec ruského futurismu“. Sovětský režim mu v reakci umožnil zúčastnit se v roce 1927 výstavy Nejnovější umělecké směry v Ruském muzeu v Leningradu, po boku Kazimira Maleviče či Vladimira Tatlina. Byl pravidelným přispěvatelem do novin Russian Voice.
Ve 30. letech se jeho obdivovatelkou stala sběratelka Onya La Tour, která zakoupila nejméně sto jeho děl, čímž se stal finančně zabezpečený. V letech 1937 až 1966 Burljuk a jeho manželka Marusja vydávali časopis Color & Rhyme.
V roce 1940 Burljuk požádal sovětskou vládu o možnost navštívit vlast. Výměnou nabídl rozsáhlou sbírku archivních materiálů, jež se vázaly k jeho příteli Vladimíru Majakovskému. Chtěl je darovat Majakovskému muzeu. Jeho žádost však sovětské orgány zamítly. Návštěva Sovětského svazu mu byla povolena až v letech 1956 a 1965.
Burljuk se objevuje v Majakovského básni Oblak v kalhotách z roku 1915.